# Кирай-Пико, Хайналька
Хайналька Кирай (венг. Király Hajnalka; род. 2 марта 1971, Веспрем), в замужестве получила фамилию Пико (фр. Picot) — венгерская и французская фехтовальщица-шпажистка, чемпионка мира, призёр Олимпийских игр. Жена олимпийского чемпиона Патрика Пико.

## Биография
Родилась в 1971 году в Веспреме (Венгрия). В 1993 году стала чемпионкой мира, а на чемпионате мира 1994 года стала обладательницей серебряной медали. В 1996 году вошла в резерв олимпийской сборной Венгрии, однако в самих Олимпийских играх в Атланте не участвовала. В 1997 году вновь стала чемпионкой мира. Однако, несмотря на то, что к концу сезона 1999 года она была 3-й в рейтинге Всемирной федерации фехтования, её не взяли ни на Олимпийские игры в Сиднее в 2000 году, ни на чемпионат мира в 2001 году. В 2001 году она стала обладательницей золотой и бронзовой медалей чемпионата Европы, а в 2002 году завоевала золотую медаль чемпионата мира, а также серебряную медаль чемпионата Европы.
На соревнованиях она познакомилась с французским фехтовальщиком Патриком Пико — олимпийским чемпионом 1980 года — и в июле 2002 года они сочетались браком. С 2003 года она стала выступать за Францию. В 2004 году она приняла участие в Олимпийских играх в Афинах, где вместе с командой стала обладательницей бронзовой медали, а в личном зачёте была 15-й. В составе французской сборной в командном турнире завоевала  золотые медали чемпионки мира в 2005, 2007 и 2008 годах,  серебряную медаль в 2006 году и бронзовую медаль чемпионата Европы в 2007 году. На Олимпийских играх в Пекине в 2008 году заняла 11-е место в личном зачёте. В 2010 году стала обладательницей бронзовой медали чемпионата Европы в командных соревнованиях.